# THE LONGING
『THE LONGING』（ザ・ロンギング）は、ドイツのインディーゲームスタジオStudio Seufzが開発し2020年3月5日に発売されたポイント・アンド・クリック形式のアドベンチャーゲーム。

## 概要
地下王国の王が衰えた力を取り戻すべく眠りについたため、目覚めるまでの400日間を孤独に過ごすことになった、王の唯一のしもべであるシェイド（Shade）を主人公とする作品。他に誰もいない広大な地底の世界でシェイドにどのような行動をさせるかはプレイヤーの判断に委ねられており、その行動内容によって結末が変化する。
本作のシステムはポイント・アンド・クリック形式のアドベンチャーゲームに放置ゲームの要素を組み合わせたもので、ゲーム内の「400日」は現実世界の時間に沿って経過していく。初回起動直後に終了してから400日後に再び起動することでも一応のエンディングを迎えるが、探索によりアイテムを収集したり王をおいて外の世界を目指したりなど、自由に行動することもできる。収集アイテムをシェイドの部屋に置いたり古典文学の本を読んだりすることなどによりゲーム内時間の経過速度が速くなる。なお、コンピュータ本体の時間設定を弄るなどの不正行為でゲーム内時間の変更を試みると、シェイドが「悠久の地下牢（Eternal Dungeon）」に閉じ込められた後、「懺悔」としてマウスまたはゲームコントローラボタンを400回押下する操作がプレイヤーに要求され、実行後にゲーム内時間が戻される。

## 開発
本作のアイデアは、Studio Seufzのゲームデザイナーであるアンセルム・ピタ（Anselm Pyta）が2012年の旅行でテューリンゲン州の丘陵地帯キフホイザーにあるバルバロッサ洞窟を訪れたことがきっかけになっている。この洞窟は、神聖ローマ帝国の皇帝フリードリヒ・バルバロッサが地下の城で眠り続けているという伝説が残っており、また、これを基にした詩人のフリードリヒ・リュッケルトの詩『バルバロッサ（Barbarossa）』では、ドワーフが100年に一度洞窟の外へ出て王の復活の時が来たかどうかを確認する仕事をしているという説明がなされている。ピタはこのドワーフに非常に共感し、彼の人生がどのようなものなのかを表現できないかと模索する中で、放置ゲームのシステムを導入し実存する時間を用いれば物語を真に伝えることができるという考えに至った。
開発は2014年から開始された。その当時のピタは多くの放置ゲームをプレイし、特に何もしなくてもバックグラウンドで何かが進行していることに魅了されていたが、やがて、それらのゲームに感動的なエンディングがないことに不満を感じるようになり、このことから自身のゲームにアドベンチャーゲームの要素を組み合わせることにした。また、ダンジョン・シンセの音楽への興味がピタに更なるインスピレーションを与え、自身が求めていた洞窟の雰囲気づくりに役立てられた。

## 評価

### 受賞
- THE MAZE. 2019 「Long Feature Award」受賞[7]
- Independent Games Festival 2020 「Nuovo Award」ノミネート[8]
- Deutscher Computerspielpreis（英語版） 2020 「Nachwuchspreise - Bestes Debüt（ヤングタレント賞 - 最優秀デビュー）」受賞、「Beste Spielewelt und Ästhetik（最優秀ゲーム世界・美学）」「Bestes Expertenspiel（最優秀エキスパートゲーム）」ノミネート[9][10]
- Ludicious - Zürich Game Festival 2020 「Innovation in Games」受賞[11]

### 論評
本作が発売された2020年3月は、新型コロナウイルス感染症の世界的流行により各国でロックダウンの政策がとられ始めた時期で、そうした現実の状況と重ね合わせるように、本作を「待機シミュレーター」や「自己隔離の状態を要約したようなゲーム」などと評する意見が見られた。メディアの論評では、GamesRadar+が「2020年のパンデミックでの生活を最もよく表している」と評し、WIRED米国版では「その恐ろしく遅い時間の流れは、コロナ禍の人々の心と響きあい、かつ現代の心とゲームに「デトックス」を提供している」とのレビューを掲載している。また、アンセルム・ピタのもとにも「このゲームがパンデミックを乗り切る助けとなった」というプレイヤーの声が寄せられている。